# Llangywer
Llangywer est une communauté du Gwynedd, au pays de Galles.

## Géographie
La communauté de Llangywer, rurale et peu densément peuplée, s'étend au sud-est du Llyn Tegid, dans l'est du Gwynedd, à la frontière du Powys.

## Démographie
Au recensement de 2011, la communauté de Llangywer comptait 260 habitants.